# Životno partnerstvo u Hrvatskoj
Životno partnerstvo je vrsta istospolne zajednice u Hrvatskoj. To je zakonski priznata obiteljska zajednica dviju osoba istog spola. Uz životno partnerstvo, u Hrvatskoj su zakonski priznate obiteljske zajednice i brak, izvanbračna zajednica i neformalno životno partnerstvo.
Da bi dvije osobe istog spola stupile u životno partnerstvo moraju zadovoljiti određene uvjete, kao što je punoljetnost, sposobnost rasuđivanja i dobrovoljni pristanak. U životno partnerstvo ne mogu ući osobe koje su u već postojećem životnom partnerstvu ili braku. Kako bi životno partnerstvo bilo valjano, mora se sklopiti pred matičarem i uz prisutnost dva svjedoka.

## Povijest
Istospolne zajednice prvi puta su priznate u Hrvatskoj 2003. godine kada je stupio na snagu Zakon o istospolnim zajednicama. Kako je taj zakon regulirao samo pitanja uzdržavanja i imovine, donesena je odluka o izradi novog zakona koji bi izjednačio istospolne zajednice sa zajednicama osoba različitog spola u svim segmentima, osim u pravu na posvajanje. Tadašnji ministar uprave Arsen Bauk predstavio je konačni prijedlog zakona u Hrvatskom saboru. Dana 15. srpnja 2014. godine, Hrvatski sabor je, uz 89 glasova za i 16 protiv donio Zakon o životnom partnerstvu.

## Vanjske poveznice
- Zakon o životnom partnerstvu osoba istog spola (NN 92/2014) na internetskim stranicama Narodnih novina